# Johann Schütte
Johann Heinrich Carl Schütte (ur. 26 lutego 1873 w Osternburgu, zm. 29 marca 1940 w Dreźnie-Weißer Hirsch) – niemiecki inżynier budowy statków, wykładowca uniwersytecki budowy statków, projektant sterowców i przedsiębiorca.

## Życiorys
Po ukończeniu studiów pracował w stoczniach, m.in. w 1902 w Glasgow nadzorował budowę parowca "von Podbielski", przeznaczonego do kładzenia kabla na dnie morza (Kabeldampfer), później w Szczecinie koordynował budowę parowca "Stephan", a w Elblągu parowca "Grossherzog von Oldenburg". Został też jednym z pierwszych członków założonego w 1899 w Berlinie Stowarzyszenia Naukowców. W 1904 wynaleziony przez niego nowy cylinder do kotłów (Schütte-Kessel) zdobył złoty medal na światowej wystawie EXPO w St. Louis.
W październiku 1904, w wieku 32 lat, otrzymał stanowisko profesora na nowo utworzonej gdańskiej Królewskiej Wyższej Szkoły Technicznej, gdzie objął Katedrę Budowy Okrętów (Theorie des Schiffes und Entwerfen von Schiffen). Był najmłodszym profesorem nauk technicznych w Niemczech. Zamieszkał nieopodal uczelni w gdańskim Wrzeszczu w istniejącym do dziś budynku przy ul. Jaśkowa Dolna nr 47b. 
Po serii katastrof sterowców konstrukcji hrabiego Zeppelina opracował w nich szereg udoskonaleń konstrukcyjnych, a we współpracy z berlińskim wynalazcą, inż. Carlem Huberem, stworzył plany sterowca z drewnianym szkieletem, nazwanym "systemem Huber". Nowatorskie rozwiązania, jak m.in.: szkielet z drewna osikowego, nowy kształt i usterzenie, nowy układ śmigieł, oraz nowy sposób sterowania aerostatem (dwie luźne podwieszone gondole ze sterami połączone kablami), zainteresowały niemieckich wojskowych. Profesor planował wybudowanie hali pływającej na Zatoce Gdańskiej, podobnej do wcześniejszej hali Zeppelina zlokalizowanej na jeziorze Bodeńskim. Z braku środków finansowych projekt nie został zrealizowany. We współpracy z mannheimskim przemysłowcem Karlem Lanzem, którego spotkał podczas wystawy niemieckiego przemysłu stoczniowego w 1908, utworzył 22 kwietnia 1909 przedsiębiorstwo pod nazwą "Luftschiffbau Schütte - Lanz", w którym jesienią 1909 z pomocą absolwentów gdańskiej uczelni technicznej rozpoczęli budowę pierwszego sterowca o nazwie "SL 1" w nowym zakładzie w Mannheim - Rheinau. Aerostat po licznych próbach wzbił się do lotu 17 października 1911, a służbę w wojsku rozpoczął 23 kwietnia 1913. Latem 1913 r. sterowiec wyruszył w trasę z Mannheim do Królewca, po drodze 6 lipca 1913 r. zatrzymując się na gdańskim wielkim placu ćwiczeń we Wrzeszczu. Pierwsze w historii miasta lądowanie sterowca wzbudziło zrozumiałą sensację wśród mieszkańców miasta. Sterowiec w drodze powrotnej z Królewca w lesie niedaleko Piły sterowiec uległ wypadkowi i został całkowicie zniszczony. W katastrofie zginęła jedna osoba znajdująca się na jego pokładzie, jednak nie poskutkowało to wstrzymaniem dalszych prac. 28 lutego 1914 wystartował sterowiec SL 2, będący ulepszoną wersją SL 1. Bardziej  aerodynamiczny kształt spowodował, że był się najszybszym niemieckim sterowcem. Konstrukcja została oceniona pozytywnie przez ministerstwo wojny, które nakazało konkurencji z Friedrischshafen "dostosowanie się do innowacji Schüttego w swych kolejnych konstrukcjach". 
Wybuch I wojny światowej spowodował zapotrzebowanie na sterowce, armia składała nowe zamówienia, a nowe przedsiębiorstwo stało się konkurentem dla słynnego hrabiego Zeppelina. Łącznie wyprodukowano 22 sterowce z oznaczeniem SL. Po zakończeniu wojny nastąpił schyłek ery sterowców. Profesor Schütte poszukiwał bezskutecznie inwestorów dla swych kolejnych, nowatorskich projektów w USA i innych krajach. Uważa się, że 1 kwietnia 1924 firma Schütte-Lanz zakończyła swoją działalność.
Schütte w Gdańskiej Technische Hochschule zatrudniony był do 1922, po czym zaproponowano mu profesurę na Berlińskiej Technische Hochschule, która nadała wcześniej 21 grudnia 1917 tytuł doktora honoris causa za zasługi na polu budowy sterowców. Objął tam katedrę projektowania statków i sterowców. Jeszcze jako emerytowany wykładowca wykazywał wizjonerską dalekowzroczność, pracując nad wykorzystaniem energii wiatrowej. Zmarł na chorobę nowotworową w wieku 67 lat  29 marca 1940, został pochowany na cmentarzu w rodzinnym mieście Osternburg koło Oldenburga.